# Minuskuł 135
Minuskuł 135 (według numeracji Gregory-Aland), ε 1000 (von Soden) – rękopis Nowego Testamentu pisany minuskułą na pergaminie w języku greckim z X wieku. Zawiera marginalia. Przechowywany jest w Rzymie.

## Opis rękopisu
Kodeks zawiera tekst czterech Ewangelii na 174 pergaminowych kartach (24,5 cm na 20,2 cm). Pergamin jest gruby. Pierwszych 26 kart kodeksu, z tekstem Mt 1,1-20,12, zostało uzupełnionych w XV wieku na papierze.
Tekst rękopisu pisany jest jedną kolumną na stronę, w 25 linijkach na stronę. Atrament jest koloru brunatnego, inicjały pisane są czarnym kolorem. Scrivener charakter pisma ocenił na elegancki.
Tekst Ewangelii dzielony jest według κεφαλαια (rozdziałów), których numery podano na marginesie. W górnym marginesie podano τιτλοι (tytuły) rozdziałów. Zastosowano też podział według mniejszych jednostek – sekcji Ammoniusza (w Marku 241). Sekcje Ammoniusza nie zostały opatrzone odniesieniami do kanonów Euzebiusza. Ponadto przed każdą z Ewangelii umieszczone zostały listy κεφαλαια (spis treści).
Zawiera ilustracje, na końcu każdej Ewangelii podano liczbę wierszy.

## Tekst
Grecki tekst Ewangelii reprezentuje tekst bizantyński. Aland zaklasyfikował go do kategorii V. Według Claremont Profile Method reprezentuje standardowy tekst bizantyjski.
Tekst Pericope adulterae (Jan 7,53-8,11) umieszczony został na końcu Ewangelii Jana.

## Historia
Paleograficznie datowany jest na wiek XI. Na listę rękopisów Nowego Testamentu wciągnął go Scholz. Andreas Birch przeglądał kodeks w 1782. William Hatch opublikował facsimile kodeksu w 1951.
Obecnie przechowywany jest w Bibliotece Watykańskiej (Vat. gr. 365) w Rzymie.
Nie jest cytowany w naukowych wydaniach Novum Testamentum Graece Nestle–Alanda (NA26, NA27).